# Tom-Brady-Statue

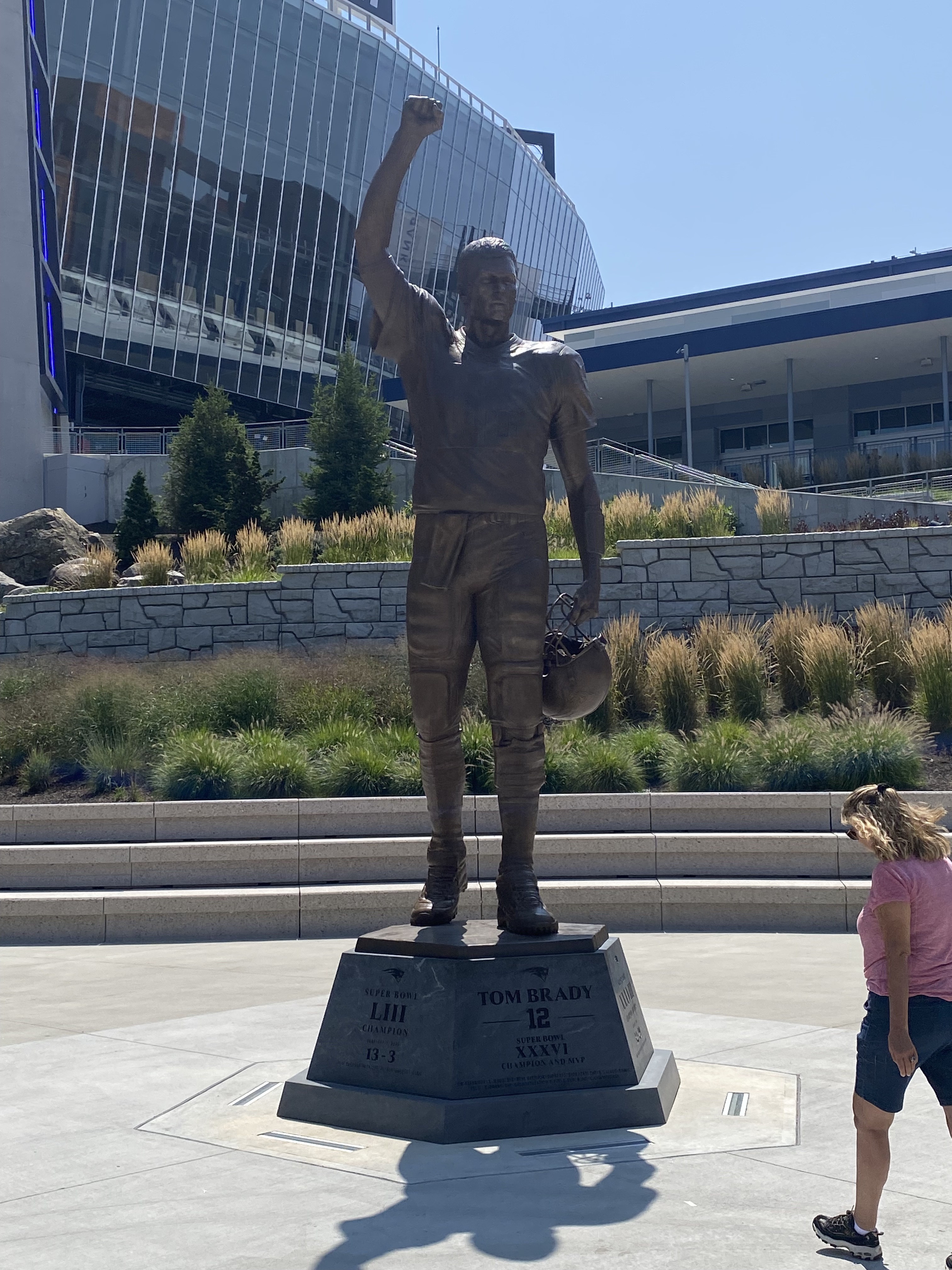
Tom-Brady-Statue

Die Tom-Brady-Statue ist ein auf einem Sockel stehendes Standbild des US-amerikanischen Footballspielers Tom Brady (* 1977). Es befindet sich vor dem Gillette Stadium, dem Spielort der Footballmannschaft New England Patriots in Foxborough in Massachusetts.

## Geschichte
Auftraggeber für die Bronzeplastik war Robert K. Kraft, der Teambesitzer der New England Patriots. Die Tom-Brady-Statue wurde am 8. August 2025 vor dem Saisonauftaktspiel zwischen den New England Patriots und den Washington Commanders im Gillette Stadium enthüllt. Es ist die erste Statue, die das Team für einen Spieler errichtet hat. Im Beisein vieler Fans hielt Kraft ein Rede, in der er die Verdienste Bradys würdigte. Brady bedankte sich für die Ehre und machte in seiner Rede auch einige Witze auf eigene Kosten.

## Fertigung
Die Statue wurde von Buccacio Sculpture Services mit Sitz in Canton von einem Team lokaler Bildhauer geschaffen. Der in Natick geborene Jeff Buccacio, ein langjähriger Fan der New England Patriots, leitete den Fertigungsprozess der Statue. Die Statue wurde in mehreren Schritten und Teilen gefertigt. Bei der Herstellung kamen verschiedene Techniken zum Einsatz, darunter Bronzeguss, 3D-Scanning, traditionelle Tonbildhauerei und moderne Vergrößerungsmethoden. Buccacio Sculpture Services benötigte über 20.000 Stunden für die Herstellung der Statue.

## Beschreibung
Die Statue zeigt Brady in der für ihn typischen Siegespose mit geballter erhobenen rechter Faust. In der linken Hand hält er seinen Helm nach unten. Er trägt die Footballsportbekleidung der New England Patriots, die auch das Logo des Teams und seine Spielernummer 12 auf dem Trikot zeigt. Jedes Detail der Statue wurde sorgfältig ausgewählt, um Bradys Bedeutung widerzuspiegeln.
- Höhe der Figur (Fuß bis Kopf): 12  feet (3,6 m)
- Höhe der Figur (Fuß bis Faustspitze): 14,5 feet (4,4 m)
- Sockelhöhe: 2,5 feet (0,8 m)
- Gesamthöhe: 17 feet (5,2 m)

Die volle Höhe von 17 feet würdigt Bradys 17 Titel in der AFC East, ein Rekord, der seine anhaltende Dominanz in der Liga unterstreicht. Die Höhe von 12 feet der Skulptur würdigt Bradys inzwischen nicht wiedervergebene Trikotnummer 12. Die Statue ist aus Bronze gegossen und hat eine hellbraune Oberfläche. Sie steht auf einem massiven Granitsockel aus der Stadt Barre in Vermont, die für ihre hochwertige Steinqualität bekannt ist. Die Basis des Sockels ist als Sechseck gestaltet, um die sechs Super-Bowl-Meisterschaften zu symbolisieren, die Brady als Mitglied der New England Patriots errang. In den Sockel ist eine Liste dieser sechs Super-Bowl-Siege eingraviert. Der sechseckige Sockel weist auch auf die sechs Neuenglandstaaten und drückt regionalen Stolz durch bedeutsame Erfolge im Football aus.
- Gewicht der Skulptur: 1800 pounds (800 kg)
- Gewicht des Granitsockels: 10.500 pounds (4,8 t)
- Gesamtgewicht: 12.300 pounds (5,6 t)